# Krasne (Sokółka)
Pour les articles homonymes, voir Krasne.
Krasne est une localité polonaise de la voïvodie de Podlachie et du powiat de Sokółka.